# Cox-Klemin Night Hawk
Pour les articles homonymes, voir Hawk.
Le Cox-Klemin Night Hawk (faucon de nuit) est un avion postal, biplace, réalisé dans l'entre-deux-guerres aux États-Unis par la Cox-Klemin Aircraft Corporation pour l'US Air Mail Service. Il était propulsé par un moteur en V Liberty L-12.